# قورباغه‌های ماداگاسکاری
قورباغه‌های ماداگاسکاری (نام علمی: Mantellidae) نام یک تیره از راسته قورباغه است.
برخی از اعضای این گروه به عنوان قورباغه های خانگی در اسارت نگهداری می شوند.